# Шанталь Акерман
Шанта́ль А́нна Акерма́н (фр. Chantal Akerman; нар. 6 червня 1950, Брюссель, Бельгія — пом. 5 жовтня 2015, Париж, Франція) — бельгійська феміністська кінорежисерка, сценаристка, акторка, продюсерка, операторка-постановниця, авторка-виконавиця, фотографка, візуальна мисткиня та викладачка університету. Дослідниця жіночого погляду та досвідів у авангардному кіно. Лауреатка та номінантка численних фестивальних та професійних кінонагород .

## Життєпис
Шанталь Анна Акерман народилася в Брюсселі, Бельгія, в єврейській сім'ї вихідців з Польщі. Матір Шанталь і її батьки були депортовані в концтабір Аушвіц, звідки живою повернулася лише мати. Головну роль у рішенні зайнятися кінорежисурою зіграв побачений Акерман фільм Годара «Безтямний П'єро» (1965). Інший важливий чинник — американський експериментальний кінематограф, і передусім фільми Майкла Сноу. Перша короткометражна стрічка Шанталь Акерман, яку вона зняла, коли їй виповнилося 18 років, «Моє місто великим планом» (1968), отримала схвалення відомого бельгійського кінорежисера Андре Дельво.

## Творчість
Шанталь Акерман знімала як документальні, так і ігрові стрічки. Найпомітнішою з останніх стала культова феміністична робота «Жанна Дільман, набережна Коммерс, будинок 23, 1080, Брюссель» (1975).
Режисерка авторського кіно, Акерман не орієнтувалася на кінозірок, проте в її фільмах в різний час знімалися такі майстри, як Орор Клеман, Дельфін Сейріг, Магалі Ноель, Жульєт Бінош, Марія де Медейрос, Вільям Герт, Жан-П'єр Кассель, Сільвія Тестю. Іноді Акерман знімалася у власних стрічках, а також у фільмах інших режисерів (Філіпа Гарреля та ін.).
У 1986 році Шанталь Акерман входила до складу журі головного конкурсу 43-го Венеційського міжнародного кінофестивалю. Була також в журі основного конкурсу 41-го Берлінського міжнародного кінофестивалю (1991).

## Виставки
Важливі персональні виставки творчості Акерман відбулися в Музеї сучасного мистецтва, Антверпен, Бельгія (2012), Массачусетському технологічному інституті (2008), Музеї мистецтв Тель-Авіва, Ізраїль (2006), Художньому музеї Принстонського університету, Принстон, штат Нью-Джерсі (2006) та Центрі Жоржа Помпіду, Париж (2003). Акерман брала участь у documenta XI (2002) та Венеціанській бієнале (2001).
У 2011 році в Австрійському кіно музеї було показано ретроспективу творчості Акерман.

## Смерть
Шанталь Акерман померла 5 жовтня 2015 року в Парижі у віці 65 років. Газета Le Monde повідомила, що вона вчинила самогубство внаслідок великого депресивного розладу.

## Особисте життя
Шанталь Акерман була лесбійкою.

## Фільмографія
| Рік  | Фільм                                                          | Оригінальна назва                                              | Примітки                                     |
| ---- | -------------------------------------------------------------- | -------------------------------------------------------------- | -------------------------------------------- |
| 1968 | Вибухни, моє місто                                             | Saute ma ville                                                 | короткометражний                             |
| 1972 | Готель «Монтерей»                                              | Hotel Monterey                                                 | документальний                               |
| 1974 | Я, ти, він, вона                                               | Je, tu, il, elle                                               |                                              |
| 1975 | «Жанна Дільман, набережна Коммерс, будинок 23, 1080, Брюссель» | Jeanne Dielman, 23, quai du commerce, 1080 Bruxelles           |                                              |
| 1977 | Новини з дому                                                  | News from Home                                                 |                                              |
| 1978 | Зустрічі Анни                                                  | Les Rendez-vous d'Anna                                         |                                              |
| 1982 | Усю ніч                                                        | Toute une nuit                                                 |                                              |
| 1983 | Одного разу Піна запитала…                                     | Un jour Pina a demandé…                                        | документальний, про Піну Бауш                |
| 1986 | Золоті восьмидесяті                                            | Golden Eighties                                                |                                              |
| 1988 | Американські історії                                           | Histoires d'Amérique                                           |                                              |
| 1989 | Три останні сонати Франца Шуберта                              | Les Trois Dernières Sonates de Franz Schubert                  | документальний                               |
| 1991 | Ніч і день                                                     | Nuit et jour                                                   |                                              |
| 1993 | Зі сходу                                                       | D'est                                                          | документальний                               |
| 1994 | Портрет дівчини у Брюсселі кінця шестидесятих років            | Portrait d'une jeune fille de la fin des années 60 à Bruxelles |                                              |
| 1996 | Диван у Нью-Йорку                                              | Un divan à New York                                            |                                              |
| 1997 | Шанталь Акерман очима Шанталь Акерман                          | Chantal Akerman par Chantal Akerman                            |                                              |
| 1999 | Південь                                                        | Sud                                                            | документальний                               |
| 2000 | Полонянка                                                      | La Captive                                                     | за однойменним романом Марселя Пруста (1925) |
| 2002 | По іншу сторону                                                | De l'autre côté                                                | документальний                               |
| 2004 | Завтра переїжджаємо                                            | Demain on déménage                                             |                                              |
| 2006 | Там, внизу                                                     | Là-bas                                                         | документальний фільм про Ізраїль             |
| 2009 | На схід разом з Сонею Видер-Атертон                            | À l'Est avec Sonia Wieder-Atherton                             | телевізійний документальний                  |
| 2011 | «Каприз Олмейєра»                                              | La folie Almayer                                               | по однойменним романом Джозефа Конрада       |
| 2015 | Не домашнє кіно                                                | No Home Movie                                                  |                                              |

## Визнання
| Нагороди та номінації Шанталь Акерман                          | Нагороди та номінації Шанталь Акерман              | Нагороди та номінації Шанталь Акерман               | Нагороди та номінації Шанталь Акерман |
| Рік                                                            | Категорія                                          | Фільм                                               | Результат                             |
| -------------------------------------------------------------- | -------------------------------------------------- | --------------------------------------------------- | ------------------------------------- |
| Міжнародний кінофестиваль у Чикаго                             |                                                    |                                                     |                                       |
| 1978                                                           | Бронзовий Г'юго за найкращий фільм                 | Зустрічі Анни                                       | Перемога                              |
| 2004                                                           | Гран-прі Золотий Г'юго                             | Завтра переїжджаємо                                 | Номінація                             |
| Берлінський міжнародний кінофестиваль                          |                                                    |                                                     |                                       |
| 1989                                                           | Золотий ведмідь                                    | Американські історії                                | Номінація                             |
| Стокгольмський міжнародний кінофестиваль                       |                                                    |                                                     |                                       |
| 1991                                                           | Бронзовий кінь                                     | Ніч і день                                          | Номінація                             |
| Туринський міжнародний кінофестиваль молодого кіно             |                                                    |                                                     |                                       |
| 1994                                                           | Приз ФІПРЕССІ — Спеціальна згадка                  | Портрет дівчини у Брюсселі кінця шестидесятих років | Перемога                              |
| Міжнародний кінофестиваль у Карлових Варах                     |                                                    |                                                     |                                       |
| 1996                                                           | Кришталевий глобус за найкращий франкомовний фільм | Кушетка в Нью-Йорку                                 | Номінація                             |
| 1996                                                           | Приз екуменічного журі — Спеціальна згадка         | Кушетка в Нью-Йорку                                 | Перемога                              |
| Міжнародний кінофестиваль фільмів про права людини в Нюрнберзі |                                                    |                                                     |                                       |
| 2001                                                           | Спеціальна згадка                                  | Південь                                             | Номінація                             |
| Премія Жозефа Плато                                            |                                                    |                                                     |                                       |
| 2003                                                           | Найкращий бельгійський документальний фільм        | По іншу сторону                                     | Номінація                             |
| Премія «Люм'єр»                                                |                                                    |                                                     |                                       |
| 2005                                                           | Найкращий франкомовний фільм                       | Завтра переїжджаємо                                 | Перемога                              |
| Премія «Сезар»                                                 |                                                    |                                                     |                                       |
| 2007                                                           | Найкращий документальний фільм                     | Там, внизу                                          | Номінація                             |
| Європейський кінофестиваль в Севільї                           |                                                    |                                                     |                                       |
| 2015                                                           | Спеціальна згадка                                  | Не домашнє кіно                                     | Перемога                              |
| Міжнародний кінофестиваль у Локарно                            |                                                    |                                                     |                                       |
| 2015                                                           | Золотий леопард                                    | Не домашнє кіно                                     | Номінація                             |
| Альянс жінок кіножурналістів                                   |                                                    |                                                     |                                       |
| 2016                                                           | Жінка-ікона року                                   | Жінка-ікона року                                    | Перемога                              |